# Havukruunu
Havukruunu és una banda de metall finlandesa fundada a Hausjärvi el 2013. Les lletres de les cançons de la banda tracten el paganisme. Els gèneres de la banda són el black metal i el folk metal.

## Història
En els seus primer dies d'existència, la banda va operar sota el nom de Talvikuu abans del nom actual Havukruunu.
L'abril de 2015, la banda va signar un contracte de gravació amb el segell alemany Naturmacht Productions. També s'anomenà que Havukruunua era la successió d'una banda anterior anomenada Alghazanth, la qual cessà la seva activitat l'any 2018.
L'últim àlbum d'estudi de Havukruunu, Uinuos Syömein Sota, es va publicar el 14 d'agost de 2020.

## Membres
- Stefan - guitarres (2013–), bateria (2013–2016), baix (2014–2015), veu (2014–2015)
- Kostajainen – bateria, percussió (2016–)
- Humö - baix (2013-2016, 2024-)
- Henkka – guitarra elèctrica (2019-)

### Antics membres
- Humö – baix, veu (2013–2016)
- Sinisalo - baix (2019-2023)

## Discografia
Àlbums d'estudi
- Havulinnaan (2015)
- Kelle surut soi (2017)
- Uinuos syömein sota (2020)

Demos
- Metsänpeitto (2013)
- Usvakuningas (2014)

EPs
- Rautaa ja tulta (2015)
- Kuu Erkylän yllä (2021)

Singles
- Verta, tulta ja kuolemaa (2015)
- Liekkiö (2015)
- Kuu Erkylän yllä (2021)